# Шокаку
„Шокаку“ (на японски: 翔鶴, shōkaku, означава „летящ жерав“) е японски самолетоносач от периода на Втората световна война.
Родоначалник на едноименния клас самолетоносачи, които са толкова удачни, че са сравнявани със заложените за строеж четири години по-късно американски американски самолетоносачи от клас Есекс (Essex). От този клас е построен и авионосецът Дзуйкаку („Щастливият жерав“), с когото Шокаку участва в много от ключовите сражения на Тихоокеанския театър на войната до потопяването му през 1944 г. Действията на двата самолетоносача са толкова успешни, че главнокомандващият американския Тихоокеански флот Честър Нимиц, обявява за най-щастливия ден в живота си денят, в който разбира, че най-накрая „тези два кораба“ са потопени.

## Създаване и описание
Проектът, по който е постоен Шокаку, е развитие на построения преди това самолетоносач Сорю и затова корабите от клас Шокаку са почти идентични на външен вид със Сорю, но са много по-големи по размери. Уголемяването (почти 10 000 т) е за сметка на повишената бронева защита, противоторпедна защита, усилването на корпуса, полетната палуба и въоръжението и т.н. Шокаку е заложен за строеж на 12 декември 1937 г. в корабостроителницата в Йокосука, спуснат е на вода на 1 юни 1939 г. и влиза на въоръжение на 8 август 1941 г.
При влизането си на въоръжение Шокаку е най-големият самолетоносач (строен като такъв, а не преоборудван от друг клас кораби) в света с водоизместване 25 675 т., дължина 257.5 м, ширина 26 м и газене 8.87 м. Размерите на полетната му палуба са 242.22 x 29 м. Но заради конструктивни особености, в сравнение с „прототипа“ му Сорю мореходността на Шокаку е доста по-ниска. Бронирането на кораба е изключително мощно – поясът по ватерлинията е с броня до 215 мм, а това над жизненоважните обекти достига до 170 мм. Полетната палуба не е бронирана и с изключение на няколко участъка в носа и димоходите, тя е обшита само с дърво. Слаба е и противопожарната защита и с оглед на изводите от битките в Коралово море и при атола Мидуей, са взети мерки за намаляването на уязвимостта от въздушни атаки, които мерки впоследствие помагат на корабите да понасят учудващо тежки поражения. За сметка на това противоторпедната защита на кораба е много добра за времето си.
Самолетите се разполагат в два хангара под полетната палуба, на която са издигани с три подемника (носов, среден и кърмови). Островната надстройка е четириетажна и в нея се помещават всички основни командни помещения.

## Бойна биография
На 22 ноември 1941 г. Шокаку (съвместно с Дзуйкаку) се присъединява към ударното съединение на вицеадмирал Чуичи Нагумо за участие в нападението на американската база Пърл Харбър. В нападението участват шестте най-големи японски самолетоносача: Акаги, Кага, Хирю, Сорю, Шокаку и Дзуйкаку.
Атаката започва рано сутринта на 8 декември токийско време (в Пърл Харбър все още е 7 декември). В състава на първата вълна самолети от Шокаку излитат 26 пикиращи бомбардировача Аичи D3A „Вал“ и 6 изтребителя Мицубиши A6M „Зеро“. В състава на втората вълна участват 27 торпедоносеца Накаджима B5N Кейт от авиокрилото на самолетоносача. По 9 изтребителя от всеки от шестте самолетоносача остават на корабите за отразяване на евентуална контраатака от страна на палубната и бреговата авиация на САЩ. Тъй като Шокаку влиза в строя по-късно от другите кораби, участващи в атаката (с изключение на Дзуйкаку), екипажите на неговите самолети не вземат участие в дългите тренировки и симулации на удара и затова задачите, които им са възложени, са вспомагателни – удари по летищата, складовете, цистерните с гориво и др.
В периода 14 – 29 януари 1942 г. участва в рейда на съединението на Нагумо (без Сорю и Хирю) по източното крайбрежие на Нова Гвинея и Соломоновите острови, в хода на който са нанесени удари по базите в Рабаул и Лае, прикривайки десанта на японците в Рабаул. След този рейд Шокаку е на планов ремонт в базата в Йокосука от 27 февруари до 5 март.
На 24 март 1942 г. Шокаку отново се присъединява (и отново с Дзуйкаку) към съединението на Нагумо и участва в рейда в Индийския океан срещу британските бази на о-в Цейлон (Шри Ланка). Рейдът е успешен, а 18 D3A „Вал“ от Шокаку, съвместно с 14 от Дзуйкаку участват в потопяването на британския самолетоносач Хермес, улучвайки го с 13 бомби.
След този рейд Шокаку и Дзуйкаку са отделени от съединението на Нагумо и са изпратени да подкрепят Операция „Мо“ – японския опит за завладяване на базата в Порт Морсби. В хода на тази операция на 7 и 8 май 1942 г. се състои битката в Коралово море, в която Шокаку е основен участник. След сблъсъци на 7 май, при които е потопен лекият японски самолетоносач Шохо, на 8 май японската палубна авиация открива и атакува американското авионосно съединение на самолетоносачите Лексингтън и Йорктаун. Лексингтън е потопен, а Йорктаун е повреден. По същото време докато трае атаката над американските кораби, японските на свой ред са подложени на удара на американската палубна авиация (28 бомбардировача и 20 торпедоносеца). Дзуйкаку обаче остава незабелязан, заради разразила се наблизо буря и Шокаку поема удара върху себе си. В кораба попадат две бомби – едната пробива полетната палуба в носовата част и избухва при котвените машини, запалвайки авиобензина; втората улучва кърмата при десния борд и разрушава авиоремонтната работилница. Поради ниската пожаробезопасност на кораба избухват пожари и той е лишен от възможността отначало да изпраща, а после и да приема самолети – те кацат на Дзуйкаку, а два се приземяват на земни летища.
Тежко повреденият Шокаку с големи усилия се връща в Япония – по пътя той попада в силна буря, поема много вода и едва не се преобръща. Ремонтът му трае до 27 юни, като с оглед на изводите след сражението са повишени противопожарната му безопасност, количеството на 20-мм зенитни оръдия и др.
Следващата битка, в която корабът участва, е тази при остров Санта Круз (която е част от опита на японците да противодействат на американската кампания на о-в Гуадалканал). На сушата японските сили не успяват да се противопоставят на американците, но в морето успяват да спечелят поредната тактическа победа. Но в сражението Шокаку, отново е повреден – самолетите от самолетоносача Хорнет го улучват с 6 бомби, а няколко се взривяват в опасна близост до него. Благодарение на взетите мерки при ремонта и поуките, извлечени от битката в Коралово море, повредите не са толкова тежки, но големите пробойни по полетната му палуба я правят неизползваема – той излиза от боя и до 19 март 1943 г. отново е в ремонт.
След ремонта, в състава на 1-ви авиодивизион, „Шокаку“ участва в редица по-малки операции по прикриване на конвои и превоз на самолети за тихоокеанските бази до битката във Филипинско море на 19 юни 1944 г., където 1-ви авиодивизион в състава на 1-во ударно съединение на вицеадмирал Одзава е изпратен да противодейства на американския десант на Марианските острови.
На този ден около 8:00 сутринта разузнавателен самолет от Шокаку открива американските самолетоносачи. Първи, в 8:30, излитат самолетите на 3-ти авиодивизион, последвани в 8:56 от самолетите на 1-ви, сред тях и тези на Шокаку. Но в 11:48 ч. Шокаку е поразен от три торпеда, изстреляни от американската подводница Кавела. Попаденията са в изключително неблагоприятен момент – в това време на кораба се извършва дозареждане на самолетите, – и в резултат избухват огромни пожари от авиобензина, въпреки че аварийните групи отстраняват първоначалната непосредствена опасност от потъване. Борбата за спасяване на кораба продължава до 14:08 ч., когато детонират авиационните бомби и се запалва и останалото гориво. Около 15:00 ч. водата залива шахтата на носовия подемник и бързо се разлива по палубите. Само за няколко минути огромния Шокаку се преобръща и потъва в точка с координати 11°40′ северна ширина 137°40′ източна дължина, повличайки на дъното 1272 души. Капитанът му и още 570 души са спасени от ескадрени миноносци от съединението.